# Milan Damjanović
Milan Damjanović, em sérvio Милан Дамјановић (Knin, 15 de outubro de 1943 - Belgrado, 23 de maio de 2006), foi um futebolista profissional sérvio nascido no então Estado Independente da Croácia (estado fantoche da Alemanha Nazista) e que atuava como defensor.

## Carreira
Milan Damjanović fez parte do elenco da Seleção Iugoslava de Futebol da Eurocopa de 1968.  

## Títulos
- Eurocopa de 1968 - 2º Lugar